# 불확정성 원리
하이젠베르크 불확정성 원리( - 不確定性原理, 영어: Heigenberg's uncertainty principle)는 양자역학에서 맞바꿈 관측가능량(commuting observables)이 아닌 두 개의 관측가능량(observable)을 동시에 측정할 때, 둘 사이의 정확도에는 물리적 한계가 있다는 원리이다. 불확정성 원리는 양자역학에 대한 추가적인 가정이 아니고 양자역학의 통계적 해석으로부터 얻어진 근본적인 결과이다. 하이젠베르크의 불확정성 원리는 위치-운동량에 대한 불확정성 원리이며, 입자의 위치와 운동량을 동시에 정확히 측정할 수 없다는 것을 뜻한다. 위치가 정확하게 측정될수록 운동량의 퍼짐(또는 불확정도)은 커지게 되고 반대로 운동량이 정확하게 측정될수록 위치의 불확정도는 커지게 된다.
하이젠베르크의 불확정성 원리를 수학적으로 표현하면 다음과 같다. 임의의 양자상태에서 위치의 평균에 대한 제곱평균제곱근(RMS)편차 (X의 표준편차)는
{\displaystyle \sigma _{x}={\sqrt {\langle (X-\langle X\rangle )^{2}\rangle }}}
운동량의 평균에 대한 제곱평균제곱근 편차 (P의 표준편차)는
{\displaystyle \sigma _{p}={\sqrt {\langle (P-\langle P\rangle )^{2}\rangle }}}
두 표준편차의 곱은 다음과 같다.
{\displaystyle \sigma _{x}\sigma _{p}\geq {\hbar  \over 2}}
즉, 위치와 운동량의 표준편차의 곱은 디랙 상수의 절반보다 같거나 크다. 
또한, 수학적으로 다음과 같이 설명할 수 있다: 푸리에 해석학에서, 푸리에 변환의 두 변수 사이에는 특정한 관계가 성립한다. 한편, 우리가 양자역학의 파동역학적 관점을 채택한다면, 파동함수의 변수를 여러 관측가능량들 중 하나로 설정할 수 있다. 그런데, 비 가환(non-commutation)인 두 관측가능량들 {\displaystyle x,x'}을 변수로 하는 두 파동함수들 {\displaystyle \psi (x),\psi (x')} 사이에는 푸리에 변환 관계가 성립하며, 그러면 자명하게 두 관측가능량은 앞서 언급한 푸리에 변환의 두 변수 사이의 관계가 성립한다. 이 관계를 양자역학적으로 해석하면 하이젠베르크 불확정성 원리가 된다. 이는 결국 이 원리는 푸리에 변환의 성질에 기인하므로, 하이젠베르크 불확정성 같은 성질은 양자역학에만 있는 것이 아니며, 푸리에 변환으로 설명되는 모든 현상에 다 있다는 뜻이다.

## 물리적 의미
불확정성의 원리의 물리적 의미를 해석하는 데에는 여러 관점이 있다. 아래는 기본적으로 양자역학의 코펜하겐 해석에 따라 불확정성 원리의 의미를 서술한 것이다.
'불확정성 원리'란 입자의 위치와 운동량을 동시에 정확히 알아낼 수 없고, 두 측정값의 부정확도를 일정 이하로 줄일 수 없다는 양자역학적 원리이다. 고전역학의 예측과는 달리, 양자역학에서는 위치와 운동량이 동시에 확정적인 값을 가질 수 없으며 위치의 불확정성과 운동량의 불확정성이 플랑크상수에 의해 제한되어 있다. 이는 입자계로부터 동일한 측정의 과정을 여러 번 거친 통계에 대한 진술이지, 단순히 입자계를 한번 측정하여 얻어지는 결과가 아니다. 양자현상은 특정한 시도에 의해 그때그때 얻어지는 결과물에 대한 예측이 아니며, 여러 번의 관찰로부터 얻어지는 기댓값과 같은 통계적인 예측만을 할 수 있다. 불확정성 원리는 이러한 양자현상의 특성을 잘 보여주는 물리적인 원리이다.
불확정성 원리는 입자의 위치와 운동량 관계에만 성립하는 것만이 아니라 양자역학의 일반적인 관측에 적용될 수 있다. 양자현상의 관측량들은 연산자에 의해 얻어지는데, 각 연산자들 사이에는 일반적으로 교환법칙이 성립하지 않는다. 교환법칙이 성립하지 않는 두 연산자를 '교환(맞바꿈) 관계에 있지 않다'라고 말하기도 하는데, 이러한 두 연산자에 대해서는 불확정성 원리가 성립한다. 앞서 언급한 위치와 운동량은 교환관계에 있지 않기 때문에 위치와 운동량의 측정은 불확정적인 것이다. 반면 3차원 공간에서의 위치와 운동량을 측정할 경우엔, 다른 두 방향에서의 위치와 운동량은 서로 교환 가능한 관계이므로 그것들에 대해서는 불확정적이지 않게 (정확하게) 관측할 수 있다. 예를 들어 데카르트 좌표계에서의 관측을 생각해보자. x축 상의 위치를 측정하는 행위는 x축상의 운동량에 영향을 주지만, 이 관측은 y축과 z축 상의 위치와 운동량 관측에는 아무런 영향을 주지 않으며 모든 관측에 불확정성은 존재하지 않는다. 만약 처음의 결과가 실험 오차에 의한 것이었다면 x축상의 위치와 y축상의 운동량의 측정 역시 제대로 이루어지지 않아야하는데 그렇지 않다는 부분이 바로 기술적 한계와 불확정성 원리가 구별되는 부분이다.
또한 불확정성 원리는 관측 행위의 순서가 관측하고자 하는 상태에 영향을 주는 양자현상의 특징을 함축하고 있기도 하다. 교환관계에 있지 않은 두 연산자에 의한 관측을 연속적으로 수행하는 경우, 즉 한번의 관측을 수행한 후 다른 관측을 수행할 때 두 관측 순서를 바꾸면 각각은 다른 결과가 얻어지게 된다. 이것은 처음의 관측에 의해 상태가 변화하게 되어 다음 관측에서는 처음과 같지 않은 상태에 대해 측정을 수행하기 때문에 발생하는 현상이다. 이렇게 초기 상태가 관측에 의해 다른 상태로 바뀌는 것을 파동 함수 붕괴 (wave function collapse)라고 말한다. 양자 현상의 상태는 파동함수로 표현되므로, 그 파동 함수가 변화했다는 것은 수학적 계산에 의해 전과 같은 관측량을 얻을 수 없다는 것을 뜻한다.

## 역사
1924년부터 코펜하겐의 보어 연구소에서 원자의 구조에 대해 연구하던 베르너 하이젠베르크는 1925년 5월, 문제를 단순화시켜 복잡한 수소원자가 아닌 가상적인 조화 진동자를 설정하여 자신의 생각을 구체화하고자 했다. 그는 조화 진동자에서 고전적인 다주기 체계에 상응하는 위치 좌표를 푸리에 급수로 전개하여 이에 대한 수학적인 형식화를 추구한 결과, 그가 시도한 새로운 방법이 에너지 보존법칙을 만족한다는 것을 증명하였다. 그리하여 마침내 1925년 6월, 휴양지인 헬골란트 섬에서 최초로 양자 현상에 대한 새로운 역학을 정립해냈다. 이후 하이젠베르크는 양자 현상 내에서는 물리량들과 연관시킨 수학적 대상 두 개를 함께 곱함으로써 얻어지는 답이 곱이 수행되는 순서에 따라 결과가 달라지는 독특한 특성을 발견했다. (현대적인 표현으로 바꾸어 말하면 여기서 말하는 물리량과 연관된 수학적 대상은 연산자이며, 두 연산자 사이에는 교환관계가 성립하지 않는다고 할 수 있다.) 이 수학적 특징은 당시의 물리학자들에게 친숙하지 않았던 것이어서 쉽게 받아들여지진 않았고 하이젠베르크 자신 역시 그것의 의미를 정확히 알 수 없었다. 이때 막스 보른은 1925년 하이젠베르크의 논문에 담긴 비교환적 양들이 수학자들 사이에서는 잘 알려진 행렬임을 인식할 수 있었고, 하이젠베르크의 연구 내용을 파스쿠알 요르단(Pascual Jordan)과 함께 행렬로 표현해내는데 성공했다. 그리하여 하이젠베르크가 정립한 새로운 역학은 행렬역학이라 명명되었다. 1926년 3월, 하이젠베르크는 행렬역학의 비교환적 성질이 불확정성을 내포하고 있다는 것을 깨닫고(당시 닐스 보어는 '불확정성'을 '상호보완성'이라고 표현했다), 미시적인 자연 세계를 바라보는 새로운 관점을 제시하고자 노력한 결과, 1927년 3월에 불확정성 원리를 발표하였다.
후에 하이젠베르크는 자신이 불확정성 원리를 창안할 수 있었던 것은 알베르트 아인슈타인의 영향을 받았기 때문이라고 회고했다. 아인슈타인은 "관찰이란 현상과 그것에 관련된 자연법칙을 알고 있을 때만 의미가 있으며, 관찰할 수 있는 것이 무엇인지를 결정해주는 것이 이론이다."라고 말했는데, 하이젠베르크는 이러한 관점하에 새로운 현상에 대한 연구를 수행한 결과 불확정성 원리에 대한 기본적인 착상을 할 수 있었다고 한다. (아이러니하게도 그러한 계기를 제공한 아인슈타인은 양자역학의 불확정성, 비결정론적인 특성을 매우 못마땅하게 생각했다.) 불확정성 원리에 대한 수학적인 논증을 완성한 하이젠베르크는 이후 사고 실험을 통하여 빛과 물질의 파동, 입자의 이중성이 불확정성으로 연결된다는 것을 입증하려고 했다.
하이젠베르크의 1927년 논문은 {\displaystyle \Delta x}와 {\displaystyle \Delta p}가 무엇을 의미하는지 정확히 명시하지 않았고, 다음과 같은 형태였다.
{\displaystyle \Delta x\Delta p\gtrsim h}.
같은 해 7월에 미국의 얼 케너드(Earle Hesse Kennard)가 오늘날과 같이 {\displaystyle \Delta x}와 {\displaystyle \Delta p}를 관측가능량의 표준편차로 정의하고, 오늘날과 같은 형태의 부등식
{\displaystyle \Delta x\Delta p\geq \hbar /2}
을 증명하였다.

### 하이젠베르크의 현미경

하이젠베르크의 현미경. 전자(파란색), 입사되는 감마선(녹색), 산란된 감마선(붉은색). 산란된 감마선은 현미경의 관측 구경에 임의의 각도로 들어오게 된다.

현미경으로 입자를 관측하는 사고 실험인 하이젠베르크의 현미경(Heisenberg's microscope)은 하이젠베르크가 불확정성의 원리를 설명하는데 사용했던 대표적인 방법이었다. 하이젠베르크는 현미경에 사용하는 빛의 파장이 짧을수록 상을 형성하는 해상도가 높다는 사실을 토대로 원자 속 전자의 위치를 정밀하게 측정하기 위해서는 관측에 사용되는 빛은 감마선 정도여야 한다고 생각했다. 원자 속의 전자를 관측하기 위해 감마선과 같이 짧은 파장(높은 진동수)의 광자를 쏠 경우 감마선 광자가 가진 운동량은 매우 커서 원자가 전자를 잡아두는 에너지를 초과한다. 따라서 이 경우 전자의 위치는 정확히 관측되지만, 광자는 전자에 큰 임의의 운동량을 전달하므로 컴프턴 효과에 의해 전자의 운동량은 부정확하게 측정된다. 반대로 전자를 관측하기 위해 긴 파장(낮은 진동수)의 광자를 쏠 경우 광자의 충돌이 전자의 운동량에 큰 영향을 주지 않지만, 전자에 의해 크게 산란된 광자는 관측자에게 전자의 위치를 정확히 전달해 줄 수 없다. 위의 두 상황에 의해, 전자의 위치와 운동량을 동시에 정확히 아는 것은 불가능하다.

## 유도 과정

### 하이젠베르크의 불확정성 원리에 대한 발견적 논의

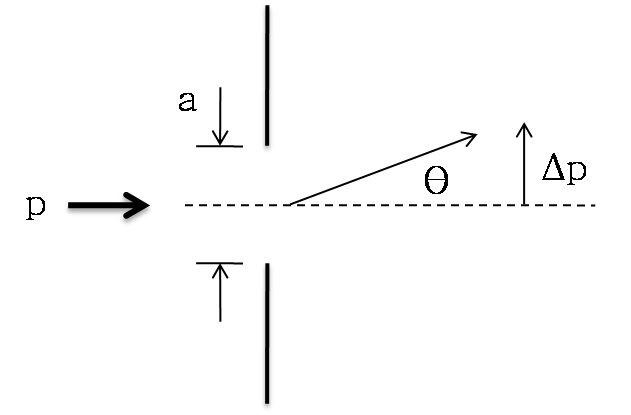
슬릿을 통과하는 입자의 위치-운동량 불확정성

작은입자가 x축 방향으로 놓인 폭이 a인 슬릿을 통과하는 경우를 생각해보자. 이 경우 x축으로의 불확정성은 {\displaystyle \triangle x}가 된다. 이 입자는 드브로이의 물질파에 해당되는 파동의 성질을 가지고 있기 때문에 슬릿을 통과한 입자의 파동은 회절하게 되고, {\displaystyle \sin \theta ={\frac {\lambda }{a}}}인 곳에서 첫 번째 간섭무늬가 나타나게 된다. 이 경우 전자가 발견될 확률은 회절된 파동함수의 제곱에 비례하기 때문에, 입자의 확률적 분포가 절반각인 {\displaystyle \theta }에 해당되는 영역 안으로 제한될 것을 의미한다. 따라서 운동량의 불확정도는 다음과 같다.
{\displaystyle \triangle p\approx p\sin \theta =p{\frac {\lambda }{a}}}
이때 드브로이의 물질파 관계식으로부터 운동량 {\displaystyle p={\frac {h}{\lambda }}}이므로 위치와 운동량의 불확정도는 다음과 같다.
{\displaystyle \triangle x\triangle p\simeq h}
이 과정은 일반적인 수학적 증명이 아니라, 위치와 운동량 불확정성이 어떻게 발생하는지 설명하는 발견적 논의(heuristic argument)이므로 그 결과는 정성적이다. 즉, 위 식의 우변인 h는 수학적으로 엄밀한 불확정도가 아니다.

### 일반화된 불확정성 원리
임의의 관측량 A에 대한 분산은 다음과 같다.
{\displaystyle \sigma _{A}^{2}=\left\langle {({\hat {A}}-\left\langle A\right\rangle )\Psi |({\hat {A}}-\left\langle A\right\rangle )\Psi }\right\rangle }
마찬가지로 관측량 B의 분산은 다음과 같다.
{\displaystyle \sigma _{B}^{2}=\left\langle {({\hat {B}}-\left\langle B\right\rangle )\Psi |({\hat {B}}-\left\langle B\right\rangle )\Psi }\right\rangle }
이에 대해 코시-슈바르츠 부등식을 적용하면 다음의 식을 얻는다.
{\displaystyle \sigma _{A}^{2}\sigma _{B}^{2}=\left\langle {({\hat {A}}-\left\langle A\right\rangle )\Psi |({\hat {A}}-\left\langle A\right\rangle )\Psi }\right\rangle \left\langle {({\hat {B}}-\left\langle B\right\rangle )\Psi |({\hat {B}}-\left\langle B\right\rangle )\Psi }\right\rangle \geqslant \left|{\left\langle {({\hat {A}}-\left\langle A\right\rangle )\Psi |({\hat {B}}-\left\langle B\right\rangle )\Psi }\right\rangle }\right|^{2}}
한편, 임의의 복소수 z는 복소수의 일반적인 성질에 의해 다음의 식이 항상 성립한다.
{\displaystyle \left|z\right|^{2}=\left[{\operatorname {Re} (z)}\right]^{2}+\left[{\operatorname {Im} (z)}\right]^{2}\geqslant \left[{\operatorname {Im} (z)}\right]^{2}=\left[{{\frac {1}{2i}}(z-z^{*})}\right]^{2}}
따라서 우변의 {\displaystyle \left|{\left\langle {({\hat {A}}-\left\langle A\right\rangle )\Psi |({\hat {B}}-\left\langle B\right\rangle )\Psi }\right\rangle }\right|^{2}}에 위의 관계를 적용하면 다음과 같다.
{\displaystyle \left|{\left\langle {({\hat {A}}-\left\langle A\right\rangle )\Psi |{\hat {B}}-\left\langle B\right\rangle )\Psi }\right\rangle }\right|^{2}\geqslant \left({{\frac {1}{2i}}\left[{\left\langle {({\hat {A}}-\left\langle A\right\rangle )\Psi |({\hat {B}}-\left\langle B\right\rangle )\Psi }\right\rangle -\left\langle {({\hat {B}}-\left\langle B\right\rangle )\Psi |({\hat {A}}-\left\langle A\right\rangle )\Psi }\right\rangle }\right]}\right)^{2}}
위 식 우변의 괄호 안의 내적을 계산하면 다음과 같다.
{\displaystyle \left\langle {({\hat {A}}-\left\langle A\right\rangle )\Psi |({\hat {B}}-\left\langle B\right\rangle )\Psi }\right\rangle }
{\displaystyle =\left\langle {\Psi |({\hat {A}}-\left\langle A\right\rangle )({\hat {B}}-\left\langle B\right\rangle )\Psi }\right\rangle }
{\displaystyle =\left\langle {\Psi |({\hat {A}}{\hat {B}}-{\hat {A}}\left\langle B\right\rangle -{\hat {B}}\left\langle A\right\rangle +\left\langle A\right\rangle \left\langle B\right\rangle )\Psi }\right\rangle }
{\displaystyle =\left\langle {\Psi |{\hat {A}}{\hat {B}}\left.\Psi \right\rangle -\left\langle B\right\rangle \left\langle \Psi \right.|{\hat {A}}\left.\Psi \right\rangle -\left\langle A\right\rangle \left\langle \Psi \right.|{\hat {B}}\left.\Psi \right\rangle +\left\langle A\right\rangle \left\langle B\right\rangle \left\langle \Psi \right.|\Psi }\right\rangle }
{\displaystyle =\left\langle {{\hat {A}}{\hat {B}}}\right\rangle -\left\langle B\right\rangle \left\langle A\right\rangle -\left\langle A\right\rangle \left\langle B\right\rangle +\left\langle A\right\rangle \left\langle B\right\rangle }
{\displaystyle =\left\langle {{\hat {A}}{\hat {B}}}\right\rangle -\left\langle A\right\rangle \left\langle B\right\rangle }
마찬가지로,
{\displaystyle \left\langle {({\hat {B}}-\left\langle B\right\rangle )\Psi |({\hat {A}}-\left\langle A\right\rangle )\Psi }\right\rangle }
{\displaystyle =\left\langle {{\hat {B}}{\hat {A}}}\right\rangle -\left\langle B\right\rangle \left\langle A\right\rangle }
그러므로 부등식 괄호 안의 내적은 최종적으로 다음과 같이 표현된다.
{\displaystyle \left\langle {({\hat {A}}-\left\langle A\right\rangle )\Psi |({\hat {B}}-\left\langle B\right\rangle )\Psi }\right\rangle -\left\langle {({\hat {B}}-\left\langle B\right\rangle )\Psi |({\hat {A}}-\left\langle A\right\rangle )\Psi }\right\rangle =\left\langle {{\hat {A}}{\hat {B}}}\right\rangle -\left\langle {{\hat {B}}{\hat {A}}}\right\rangle }
위 계산결과는 다음과 같이 두 연산자에 대한 교환자 표기법으로 나타낼 수 있다.
{\displaystyle [{{\hat {A}},{\text{ }}{\hat {B}}}]\equiv {\hat {A}}{\hat {B}}-{\hat {B}}{\hat {A}}}
따라서 최종적으로 다음의 식을 얻게 된다.
{\displaystyle \sigma _{A}^{2}\sigma _{B}^{2}\geqslant \left({{\frac {1}{2i}}\left\langle {[{\hat {A}},{\text{ }}{\hat {B}}]}\right\rangle }\right)^{2}}
이것이 일반화된 불확정성 원리이다.
여기서 {\displaystyle {\hat {A}},{\hat {B}}}는 임의의 연산자이므로 교환자가 0이 아닌 두 연산자에 대해서는 불확정성 원리가 성립한다. 따라서 하이젠베르크의 위치-운동량 불확정성은 일반화된 불확정성의 특정한 예라고 할 수 있다.

### 위치-운동량 불확정성 원리
1차원(x축) 공간 상에 존재하는 입자의 위치와 운동량을 측정하는 경우를 생각해보자.
양자역학에서 운동량을 측정하는 연산자는 다음과 같다.
{\displaystyle p=-{\hbar }{i}{\frac {d}{dx}}}
위치와 운동량 연산자의 교환자는 다음의 과정을 통해 계산된다.
{\displaystyle [x,{\text{ }}p]f=(xp-px)f=-x{{\hbar }{i}{\frac {df}{dx}}}+{\hbar }{i}{\frac {d}{dx}}(xf)}
{\displaystyle =-x{\hbar }{i}{\frac {df}{dx}}+\left(x{\hbar }{i}{\frac {df}{dx}}+{\hbar }{i}f\right)=i\hbar f}
임의의 함수 f를 제거하면 위치-운동량 교환자를 얻을 수 있다.
{\displaystyle \left[{x,{\text{ }}p}\right]=i\hbar }
이것을 일반화된 불확정성 원리에 대입하면 다음과 같다.
{\displaystyle \sigma _{x}^{2}\sigma _{p}^{2}\geqslant \left({{\frac {1}{2i}}i\hbar }\right)^{2}}
양변에 제곱근을 취하면 다음과 같다.
{\displaystyle \sigma _{x}\sigma _{p}\geqslant {\frac {\hbar }{2}}}
이것이 하이젠베르크의 위치-운동량 불확정성 원리이다.

#### 위치-운동량 불확정성 원리의 보완
불확정성 원리는 양자역학에 대한 추가적인 가정이 아니며 양자역학의 기본 가정으로부터 유도되는 하나의 결과이다. 하이젠베르크의 위치-운동량 불확정성에 대한 보다 엄밀한 전개로써 2003년 1월에 나고야 대학의 오자와 마사나오(小澤正直) 교수는 측정의 한계, 측정 행위에 의한 교란과 양자 자체의 성질에 의한 양자의 움직임을 엄밀하게 구별하는 식을 제안했다. 본래의 하이젠베르크의 위치-운동량 불확정성
{\displaystyle \sigma _{x}\sigma _{p}\geqslant {\hbar  \over 2}}
은 물리량 {\displaystyle A}와 그것을 측정하는 결과 연산자 {\displaystyle O_{A}}와의 차이에 대한 제곱평균제곱근을 의미하는 {\displaystyle \epsilon _{A}}와
측정 도중의 {\displaystyle A}의 변화량(요동)의 제곱평균제곱근을 의미하는 {\displaystyle \eta _{A}}를 도입하면
{\displaystyle \epsilon _{x}\eta _{p}\geqslant {\hbar  \over 2}}
와 같게 되는데, 오자와는 보다 일반적인 위치-운동량 불확정성 원리의 보완식으로써 두 개의 항이 추가되는
{\displaystyle \epsilon _{x}\eta _{p}+\epsilon _{x}\sigma _{p}+\sigma _{x}\eta _{p}\geqslant {\hbar  \over 2}}
을 제시하였다. 이 식에 따르면 작은 양자에 대하여 기존의 위치-운동량 불확정성의 '측정의 한계'를 넘는 측정이 가능하게 된다.
이것은 이후 빈 공과 대학교와 나고야 대학의 공동 연구에 의하여 특정 조건에서 놓인 중성자의 두 종류 스핀 값을 동시에 정확하게 측정하는 실험으로써 증명되었으며, 2012년 1월 15일 《네이쳐 피직스》에 개재되었다.

### 에너지-시간 불확정성 원리
임의의 관측량 {\displaystyle Q(x,p,t)}의 기댓값을 시간에 대해 미분하면 다음과 같다.
{\displaystyle {\frac {d}{dt}}\left\langle Q\right\rangle ={\frac {d}{dt}}\left\langle \Psi \mid {\hat {Q}}\Psi \right\rangle =\left\langle {\frac {\partial \Psi }{\partial t}}\mid {\hat {Q}}\Psi \right\rangle +\left\langle \Psi \mid {\frac {\partial {\hat {Q}}}{\partial t}}\Psi \right\rangle +\left\langle \Psi \mid {\hat {Q}}{\frac {\partial \Psi }{\partial t}}\right\rangle }
슈뢰딩거 방정식을 적용하면
{\displaystyle i\hbar {\partial \Psi  \over \partial t}={\hat {H}}\Psi }
이므로 다음과 같은 결과를 얻을 수 있다.
{\displaystyle {\frac {d}{dt}}\left\langle Q\right\rangle =-{\frac {1}{i\hbar }}\left\langle {\hat {H}}\Psi \mid {\hat {Q}}\Psi \right\rangle +{\frac {1}{i\hbar }}\left\langle \Psi \mid {\hat {Q}}{\hat {H}}\Psi \right\rangle +\left\langle {\frac {\partial {\hat {Q}}}{\partial t}}\right\rangle }
{\displaystyle {\hat {H}}}는 헤르미트이므로 ,
{\displaystyle \left\langle {\hat {H}}\Psi \mid {\hat {Q}}\Psi \right\rangle =\left\langle \Psi \mid {\hat {H}}{\hat {Q}}\Psi \right\rangle }
따라서 임의의 관측량{\displaystyle Q}와 그것에 대한 연산자 {\displaystyle {\hat {Q}}}, 해밀토니안 {\displaystyle {\hat {H}}} 사이에는 다음의 관계가 성립한다.
{\displaystyle {\frac {d}{dt}}\left\langle Q\right\rangle ={\frac {i}{\hbar }}\left\langle {[{\hat {H}},{\text{ }}{\hat {Q}}]}\right\rangle +\left\langle {\frac {\partial {\hat {Q}}}{\partial t}}\right\rangle }
연산자{\displaystyle {\hat {Q}}}가 시간에 무관하다고 가정하면 마지막 항은 0이 된다.
이제 위 식을 일반화된 불확정성 원리를 적용하면 다음과 같다.
{\displaystyle \sigma _{H}^{2}\sigma _{Q}^{2}\geqslant \left({{\frac {1}{2i}}\left\langle {[{\hat {H}},{\text{ }}{\hat {Q}}]}\right\rangle }\right)^{2}=\left({{\frac {1}{2i}}{\frac {\hbar }{i}}{\frac {d\left\langle Q\right\rangle }{dt}}}\right)^{2}=\left({\frac {\hbar }{2}}\right)^{2}\left({\frac {d\left\langle Q\right\rangle }{dt}}\right)^{2}}
위 식의 양변에 제곱근을 취하면 다음과 같다.
{\displaystyle \sigma _{H}\sigma _{Q}\geqslant {\frac {\hbar }{2}}\left|{\frac {d\left\langle Q\right\rangle }{dt}}\right|}
여기서 에너지와 시간을 다음과 같이 정의할 수 있다.
{\displaystyle \Delta E\equiv \sigma _{H}}
{\displaystyle \Delta t\equiv {\frac {\sigma _{Q}}{\left|{d\left\langle Q\right\rangle /dt}\right|}}}
따라서 다음의 관계식을 얻을 수 있다.
{\displaystyle \Delta E\Delta t\geqslant {\frac {\hbar }{2}}}
이 식이 바로 에너지-시간의 불확정성 원리이다.

## 주요 반론
보어-아인슈타인 논쟁은 아인슈타인이 당시 점차 표준으로 받아들여지고 있던 양자역학의 코펜하겐 해석에 대해 여러 차례에 걸쳐 이의를 제기하고, 이에 대해 닐스 보어가 반박한 사건을 말한다. 대표적으로 제5차(1927년) 솔베 회의에서 언급된 '아인슈타인의 슬릿'과 제6차(1930년) 솔베 회의에서 언급된 '아인슈타인의 박스'가 불확정성원리에 대한 대표적인 반론이다.
또한 양자역학의 측정에 대해 문제를 제기한 정교한 사고실험인 'EPR 역설'(1935년)이 있다.

### 아인슈타인의 슬릿
'아인슈타인의 슬릿'은 아인슈타인의 사고실험으로서, 그 내용을 요약하면 다음과 같다.

입자가 좁은 슬릿을 통과하는 경우, 슬릿을 통과한 입자는 슬릿의 폭에 반비례하는 운동량의 불확정성을 갖게 된다. 하지만 입자의 운동량을 측정하는게 아니라, 입자가 충돌한 벽이 후퇴한 정도를 측정하여 운동량 보존법칙을 이용하면 입자의 정확한 운동량을 측정할 수 있다.

이에 대한 보어의 반론은 다음과 같다.

벽 역시 양자역학의 불확정성 원리를 따르므로 입자가 충돌하기 전 벽의 운동량 역시 불확정성을 지닌다. 따라서 충돌 후 벽이 후퇴한 정도를 측정할 때 벽 역시 위치의 불확정성을 갖게 되어 정확한 측정이 불가능하다.

### 아인슈타인의 상자
아인슈타인의 상자는 알베르트 아인슈타인이 고안한, 에너지-시간 관계의 불확정성에 대한 사고 실험이다. 그 내용을 요약하면 다음과 같다.

낮은 밀도의 전자기 복사선으로 채워져 있고 내부에는 시계에 의해 작동되는 셔터를 갖춘 상자를 가정하자. 단 하나의 광자만 상자로부터 빠져나올 수 있도록 시계가 특정한 시간 간격으로 셔터를 열고 닫을 수 있게 설정되어 있다. 광자가 빠져나온다면 상자 내부의 에너지가 감소되는 것이므로 질량-에너지 등가원리에 의해 광자가 빠져나오기 전, 후 상자의 질량에는 변화가 있을 것이다. 따라서 시계가 셔터를 열고닫은 시간과 에너지차이를 정확히 계산할 수 있기 때문에 에너지 차이와 시간간격의 곱을 불확정성 원리에 위배되는 정도로 작게 만들 수 있을 것이다.

이에 대한 닐스 보어의 반론은 다음과 같다.

광자가 상자를 빠져나갈 때 발생하는 질량 손실은 중력장의 변화를 유발시키고, 따라서 상자 내부의 시계의 속도에 영향을 주게 된다.

보어는 이 효과가 불확정성 관계에 정확하게 일치함을 보일 수 있었고, 아인슈타인은 자신의 이론에 의해 반박당할 수밖에 없었다. 이후 아인슈타인은 양자역학의 모순성보다는 불완전성의 문제에 집중하였다.

### EPR 역설
"Can Quantum-Mechanical Description of Physical Reality Be Considered Complete?"이라는 제목의 논문으로 발표된 EPR 역설은 1935년 알베르트 아인슈타인, 보리스 포돌스키, 네이선 로젠에 의해 발표되었다(EPR이란 명칭은 세명의 앞글자를 딴 것이다). 물리계는 측정하기 전에 이미 물리적 성질들을 실제로 가지고 있다는 국소적 실재론 관점을 고수하던 아인슈타인은 포돌스키, 로젠과 함께 이를 입증하기 위한 정교한 가상실험을 설계했다. EPR측은 어떠한 물리적 영향력도 빛의 속도보다 빠르게 전달될 수 없다는 '국소성의 원리'를 근본 원리로 가정하고 있다. 양자역학의 전통적인 입장에 따르면 측정에 의한 파동함수의 붕괴는 거리에 관계없이 먼 곳에 순식간에 영향을 미치게 되는 것(action-at-a-distance)이므로, 양자역학은 국소성의 원리에 어긋나는 역설적인 상황을 발생시키게 된다. 따라서 양자역학은 불완전 체계이며, 물리계의 상태를 완벽하게 알아내기 위해선 파동함수 이상의 '숨은 변수'가 존재해야 한다고 주장했다.
1964년 존 벨은 EPR 역설을 검증할 수 있는 실제 실험을 고안했다. 벨은 실험의 결과가 '벨의 부등식'을 판별한다고 말했는데, 부등식이 성립한면 EPR측의 주장이 옳은 것이고 부등식이 성립하지 않는다면 양자역학의 체계가 유지되며 어떠한 숨은 변수도 허용되지 않음이 밝혀지는 것이었다. 이후 벨부등식을 입증하기 위한 다양한 실험을 수행한 결과, 부등식이 성립하지 않는다는 것이 밝혀져 양자역학의 비국소적 특징이 밝혀짐과 동시에 양자역학의 체계가 유지될 수 있었다.
벨의 실험과는 별개의 방법으로 EPR이 주장한 나타난 양자역학의 비국소적 특징을 설명할 수도 있다. 만약 EPR측의 주장처럼 파동함수의 붕괴가 유한한 속도로 일어난다면 국소성의 원리보다 더 우선시되는 원리인 '각운동량 보존법칙'이 깨어지게 된다.(이렇게 될 경우 물리화학에서 있을 수 없는 상황이 발생할 수도 있다.) 따라서 파동함수의 붕괴는 순간적으로, 즉 비국소적으로 일어날 수밖에 없다.

## 같이 보기
- 통일장 이론
- 확률파동

## 참고 문헌
- Cropper, William H. 『위대한 물리학자 4』. 김희봉 역. 서울: 사이언스북스, 2007.
- Cushing, James T. 『물리학의 역사와 철학』. 송진웅 역.서울: 북스힐, 2006.
- Griffiths, David J. Introduction to Quantum Mechanics. Pearson Education, Inc., 2005.
- 임경순. 「하이젠베르크와 양자역학」. 『한국물리학회』. 2006. 한국물리학회